# Marshmello
Christopher Comstock (n. 19 mai 1992, Pennsylvania, SUA), cunoscut profesional ca Marshmello, este un cântăreț american de muzică dance electronică, producător și DJ. 
El este primul care a câștigat recunoașterea internațională prin remixarea melodiilor de Jack Ü și Zedd, iar mai târziu a colaborat cu artiști precum Omar LinX, Slushii, Jauz, Migos, Ookay, Khalid, Selena Gomez, Anne-Marie, Juice WRLD, și Logic. Este chemat ocazional la UNTOLD si alte concerte peste tot in lume.

## Discografie
- Joytime (2016)
- Alone (2017)
- Happier (2019)
- Joytime II (2018)
- Friends